# چمدان‌های بسته
چمدان‌های بسته یک مجموعه تلویزیونی محصول سال ۱۳۸۰ به کارگردانی محمد صالح علا، نویسندگی مینو فرشچی و تهیه‌کنندگی محمد صالح علا می‌باشد که در نوروز ۱۳۸۱ از شبکه پخش شد. این مجموعه در ۱۵ قسمت ۴۲ دقیقه ای تهیه شد.
آقای صالحی کارگردان تلویزیون است و قصد دارد به اتفاق خانواده اش به مسافرت برود، اما هر بار اتفاقی پیش بینی نشده باعث می‌شود که آنها نتوانند به مسافرت بروند…

## بازیگران
- فتحعلی اویسی
- مریم بلالی مقدم
- پوراندخت مهیمن
- علیرضا رئیسی
- معصومه قاسمی پور
- بیتا معماریان
- داود شیخ
- فرهاد شریفی